# Mariam-uz-Zamani
Mariam-uz-Zamani („Maria veacului”); (c. 1542 – 19 mai 1623), cunoscută în mod obișnuit sub porecla de „Jodha Bai”, a fost principala consoartă a împăratului [lower-alpha 1], precum și soția preferată a celui de-al treilea împărat Mughal, Akbar. Ea a fost, de asemenea, cea mai longevivă împărăteasă hindusă a Imperiului Mughal, cu o domnie de patruzeci și trei de ani (1562–1605).
Născută prințesă Rajput, a fost dată de soție lui Akbar de către tatăl ei, Raja Bharmal din Amer, din motive politice. Căsătoria ei cu Akbar a dus la o schimbare treptată a politicilor religioase și sociale ale acestuia din urmă. Ea este considerată pe scară largă în istoriografia indiană modernă ca exemplificând atât toleranța lui Akbar, cât și a mogulilor față de diferențele religioase și politicile lor inclusive într-un imperiu multietnic și multi-religios în expansiune. Era o femeie extrem de frumoasă și se spunea că posedă o frumusețe neobișnuită. Se presupune că avea un trup puternic și muscular și era cunoscută atât pentru grația, cât și pentru intelectul ei. În cuvintele lui Akbar, ea era descrisă ca fiind „o bucată de lună”.
Ea a fost o soție de rang înalt a lui Akbar, care, în cuvintele lui Abu'l-Fazl ibn Mubarak, avea un rang înalt în haremul imperial. Ea este numită favorita și o consoartă influentă a lui Akbar, având o influență considerabilă în problemele curții. Descrisă ca fiind o femeie inteligentă, cumsecade, bună și cu vederi largi, ea a fost adesea consultată de Akbar în chestiuni importante. Ea a fost mama fiului cel mai mare al lui Akbar și ulterior succesor, Jahangir, și bunica lui Shah Jahan.

## Nume, titluri și origini
Mariam-uz-Zamani a fost născută în 1542 ca fiica lui Raja Bharmal din Amer de soția sa Rani Champavati, fiica lui Rao Ganga Solanki. Bunicii ei paterni au fost Raja Prithviraj Singh I și Apurva Devi, o fiică a lui Rao Lunkaran din Bikaner.
Numele ei de naștere este necunoscut. Surse istorice ulterioare oferă câteva sugestii pentru numele ei de naștere. De exemplu, într-o genealogie din secolul al XVIII-lea a clanului ei (Kachwahas), ea este denumită „Harkhan Champavati”. Alte nume furnizate de diverse surse includ Harkha Bai, Jiya Rani, Maanmati bai, Harika bai, Hira Kunwari, Heer Kunwari, Shahi-Bai și Shahi Begum.
I s-a acordat un nume onorific musulman, „Wali Nimat Begum” („Binecuvântările lui Dumnezeu”) de Akbar, în 1564, după doi ani de căsătorie. „Mariam-uz-Zamani” („Maria/ Milostiva veacului”) a fost un titlu prestigios acordat de Akbar cu ocazia nașterii fiului lor Jahangir. Acesta a fost titlul prin care se face referire la ea în cronicile contemporane Mughal, inclusiv în autobiografia lui Jahangir, Tuzk-e-Jahangiri. Pe lângă titlul de Mariam-uz-Zamani, ea mai purta și două titluri glorioase de „Mallika-e-Muezamma” („Împărăteasa Înălțată”) și „Mallika-e-Hindustan” („Împărăteasa Hindustanului”). Ea a fost numită în mod uzual „Shahi Begum” („Consoarta imperială”) pe tot parcursul domniei sale. Ea obișnuia să folosească oficial numele Wali Nimat Mariam-uz-Zamani Begum Sahiba.

## Identificare greșită

### Atribuire greșită ca fiind creștină
Identitatea lui Mariam-uz-Zamani a fost de-a lungul secolelor atribuită în mod fals ca fiind creștină, în primul rând datorită titlului ei, „Mariam”, și din cauza lipsei detaliilor despre originea ei din cronicile oficiale Mughal, dând naștere la speculații despre rasa și religia ei. S-a presupus de diverși scriitori că, deoarece se numea Mariam, trebuie să fi fost o doamnă creștină. Cu toate acestea, Islamul o venerează pe Maria sau Mariam ca fiind musulmană. Maryam este singura femeie numită în cartea lor sfântă Coran și, conform musulmanilor, a fost cea mai mare femeie care a trăit vreodată. Aceasta arată onoarea acordată împărătesei și rangul ei distins ca soție a lui Akbar, ca titlu cu un nume identic, „Mariam Makani” a fost acordat mamei lui Akbar de către Akbar.